# RA 30 und 32
Die Fahrzeuge der Baureihen 30 und 32 der italienischen Rete Adriatica (RA) für die  Veltlinbahn waren mit Dreiphasenwechselstrom betriebene Triebwagen. Sie wurden  vier Jahre nach ihrer 1902 erfolgten Auslieferung mit der Übernahme der RA in die staatliche Ferrovie dello Stato (FS) unter den Gruppen E.1 und E.2, mit Nummern E.1 bis E.5 bzw. FS E.21 bis E.25, geführt.

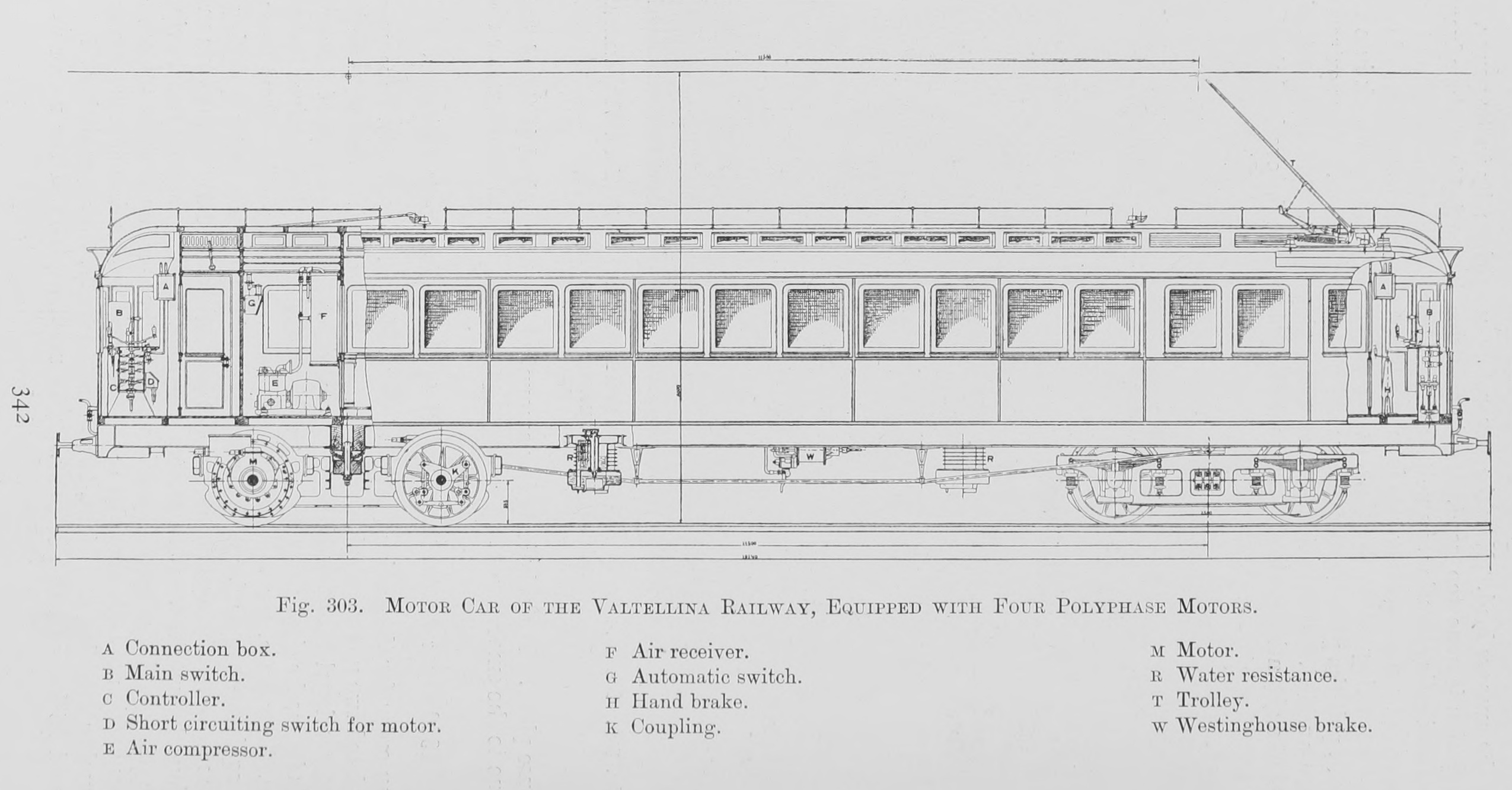
Konstruktionszeichnung

Sie waren ein Teil der sämtlich durch die ungarische Firma Ganz konzipierten und gelieferten elektrischen Ausstattung für die Strecken der Veltlinbahn in der Lombardei. Neben den 10 Elektrotriebwagen für den Personenverkehr wurden zwischen 1901 und 1902 noch weitere 5 Elektrolokomotiven (RA 341–342 und RA 361–363) für das gleiche Stromsystem von 3.000 Volt mit 15,6 Hertz Frequenz geliefert, die u. a. den Güterverkehr abwickelten.
Der Wagen 301 war auf der Weltausstellung Paris 1900 ausgestellt.

## Typenunterschiede
Die RA 30 waren mit einem Salon und 24 Sitzplätzen der 1. Klasse; die RA 32 dagegen mit 24 Sitzplätzen der 1. Klasse und 32 Sitzplätzen der 3. Klasse ausgestattet.

## Antrieb

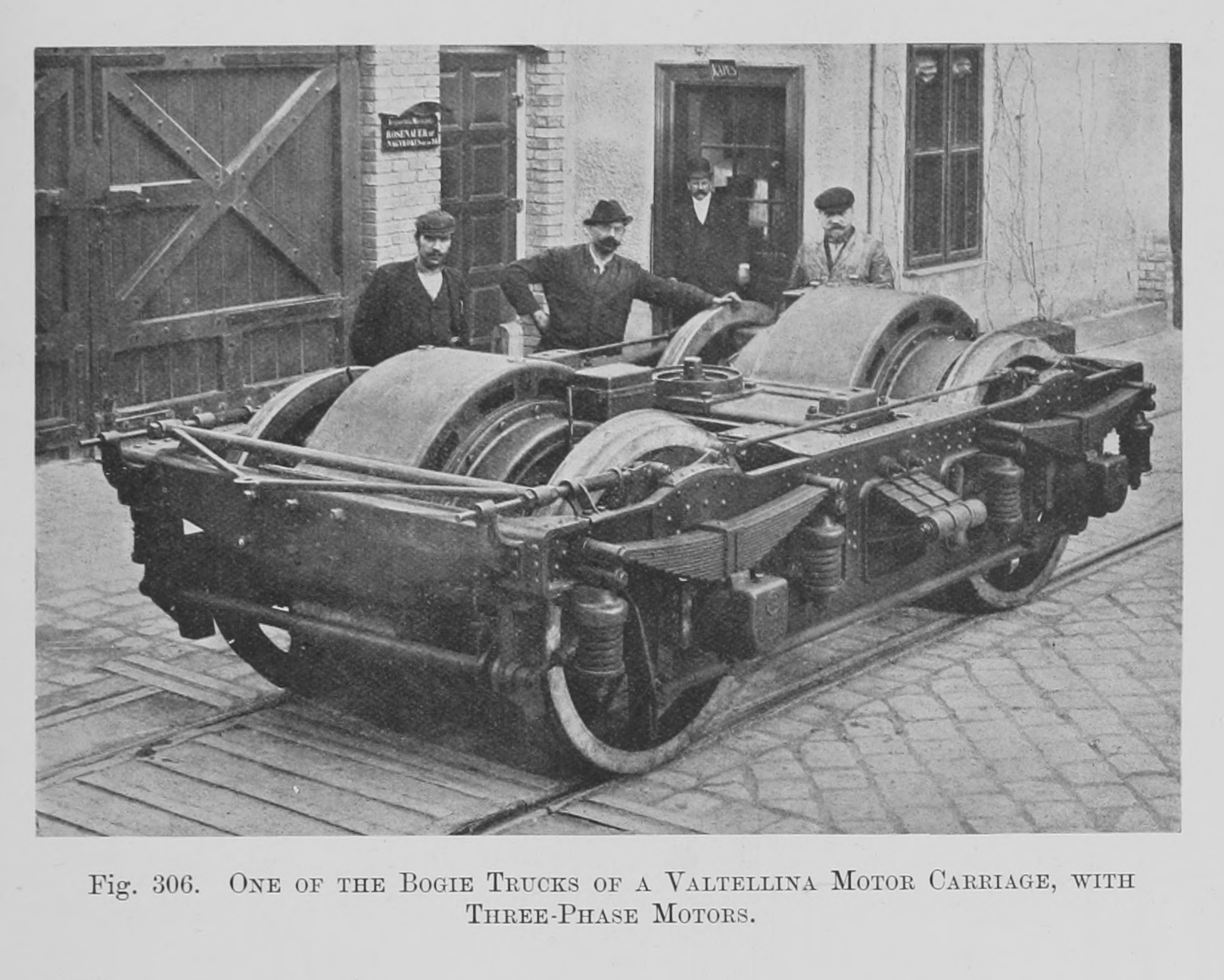
Triebdrehgestell mit Fahrmotoren

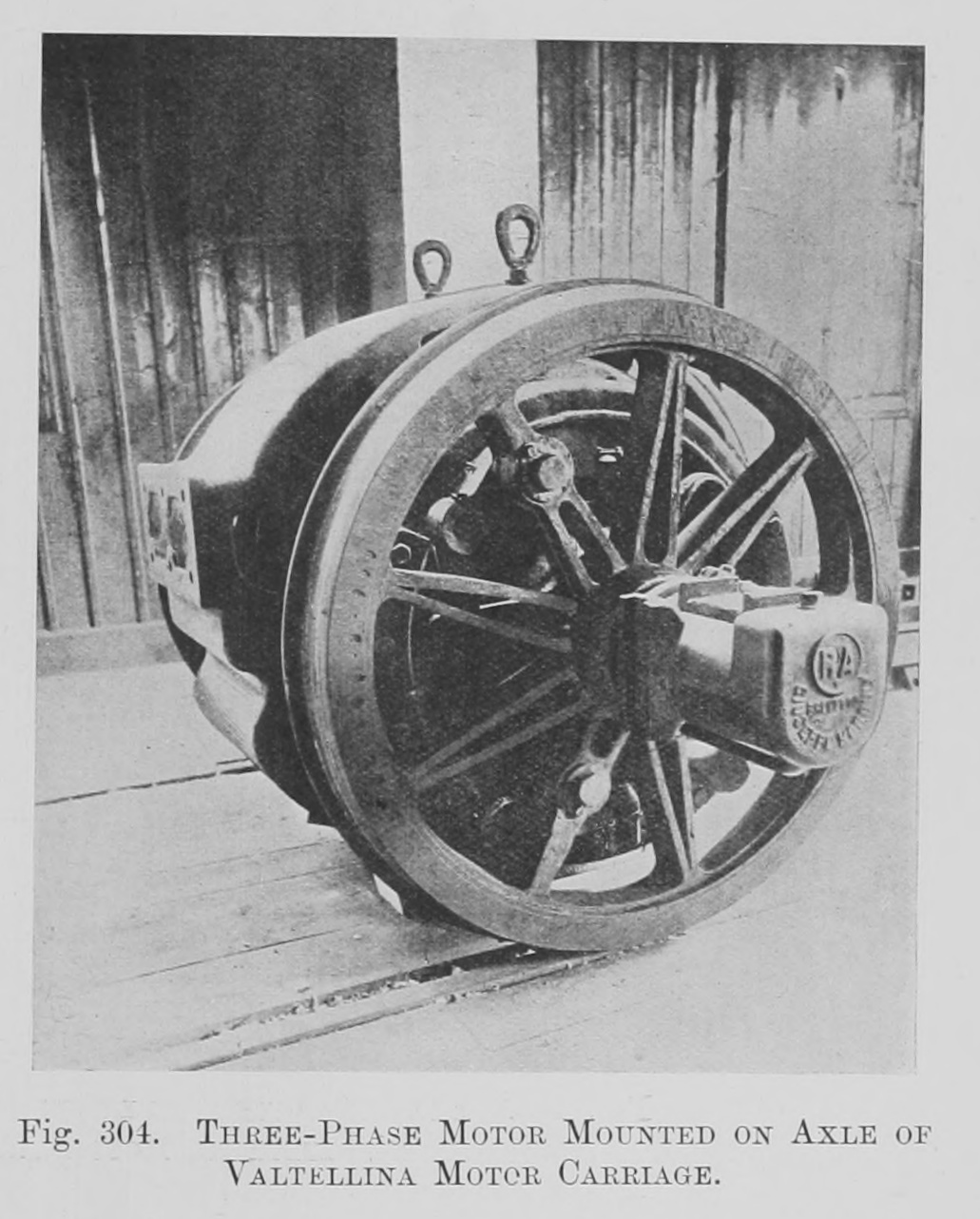
Radsatz mit Fahrmotor

In jeden Radsatz war ein Elektromotor integriert (Einzelachsantrieb). Die äußeren Radsätze der Drehgestelle wurden von Hochspannungsmotoren angetrieben, während die wagenbaulich nach innen gewandten Radsätze Motoren für Niederspannung von 300 Volt hatten. Diese Konfiguration ermöglichte bei den systematisch durch das Drehstromsystem fest vorgegebenen Drehzahlen durch Umschalten der Motorgruppen einerseits und den Polzahlen der Einzelmotoren andererseits zum einen ein sanftes Anfahren und zum anderen eine zumindest grob gestufte Geschwindigkeitsregulierung je nach dem aktuellen Bedarf.